# 优陀耶迭多跋摩二世
优陀耶迭多跋摩二世（Udayadityavarman II，又译乌达雅地耶跋摩二世） 柬埔寨吴哥国王（1050年－1066年）。
他不是苏利耶跋摩一世的儿子，而是耶输跋摩一世妃子的后裔，他建造了巴普昂寺，用于供奉湿婆神，但是一些雕刻都仿制于佛像。他在位期间完成了西芭莱湖水库，建造了西梅奔寺，在西池的中央小岛上，寺中曾供奉着一尊表现毗湿奴在宇宙之水中休憩的铜像。
在他统治期间，几次叛乱都被他的将军（Sangrama）所剿灭平定。
优陀耶迭多跋摩二世建造的另外一个有名的建筑物是Sdok Kak Thom寺，位于现今的泰国沙缴府的亞蘭縣(Aranyaprathet)，但是寺中最有名的发现，是一份详细列明优陀耶迭多跋摩二世之前所有高棉国王排序的碑文，让现代的考古学家得以进一步了解先前高棉吴哥王朝的历史。现在的一部分碑文，收集于曼谷的国家博物馆保存。